# 호세 플라나스 아르테스
호세 플라나스 아르테스(스페인어: José Planas Artés; 1901년 4월 14일, 카탈루냐 주 바르셀로나 ~ 1977년 4월 9일, 카탈루냐 주 바르셀로나)는 스페인의 전 축구 선수이자 감독이다.

## 경력
플라나스는 바르셀로나 출신으로, 지역 라벤스 델 스포르트에서 축구를 시작했다. 그는 1921년부터 1927년까지 바르셀로나에서 축구를 시작했는데, 그는 184번의 공식 경기에 출전했는데, 그 중 1922년, 1925년, 그리고 1928년에 코파 델 레이 우승을 거두었지만, 무릎 부상을 당해 현역 생활을 그만두어야 했다.
은퇴 후, 그는 감독이 되어 라싱 페롤, 아레나스 게초, 무르시아, 셀타 비고, 데포르티보, 사라고사, 바르셀로나, 바야돌리드, 에스파뇰, 산 안드레스, 테네리페, 마온, 그리고 사바델의 지휘봉을 잡았다.